# シーロム通り
座標: 北緯13度43分29秒 東経100度31分26秒 / 北緯13.7248357433度 東経100.524001121度

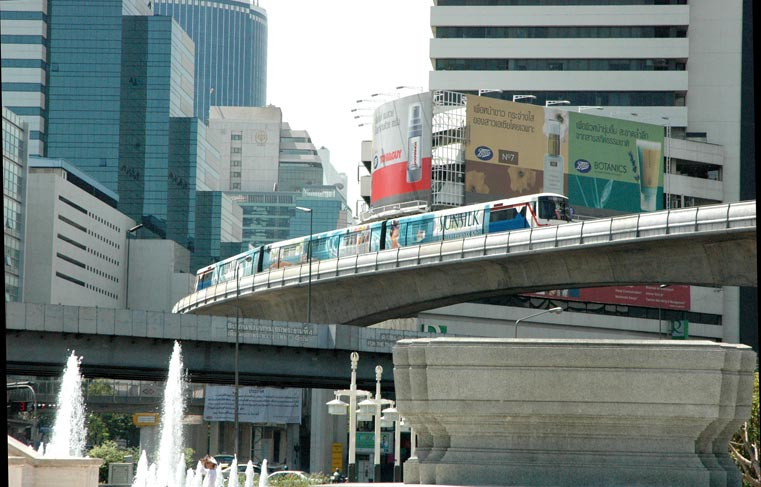
サラデーン駅に向かうBTS

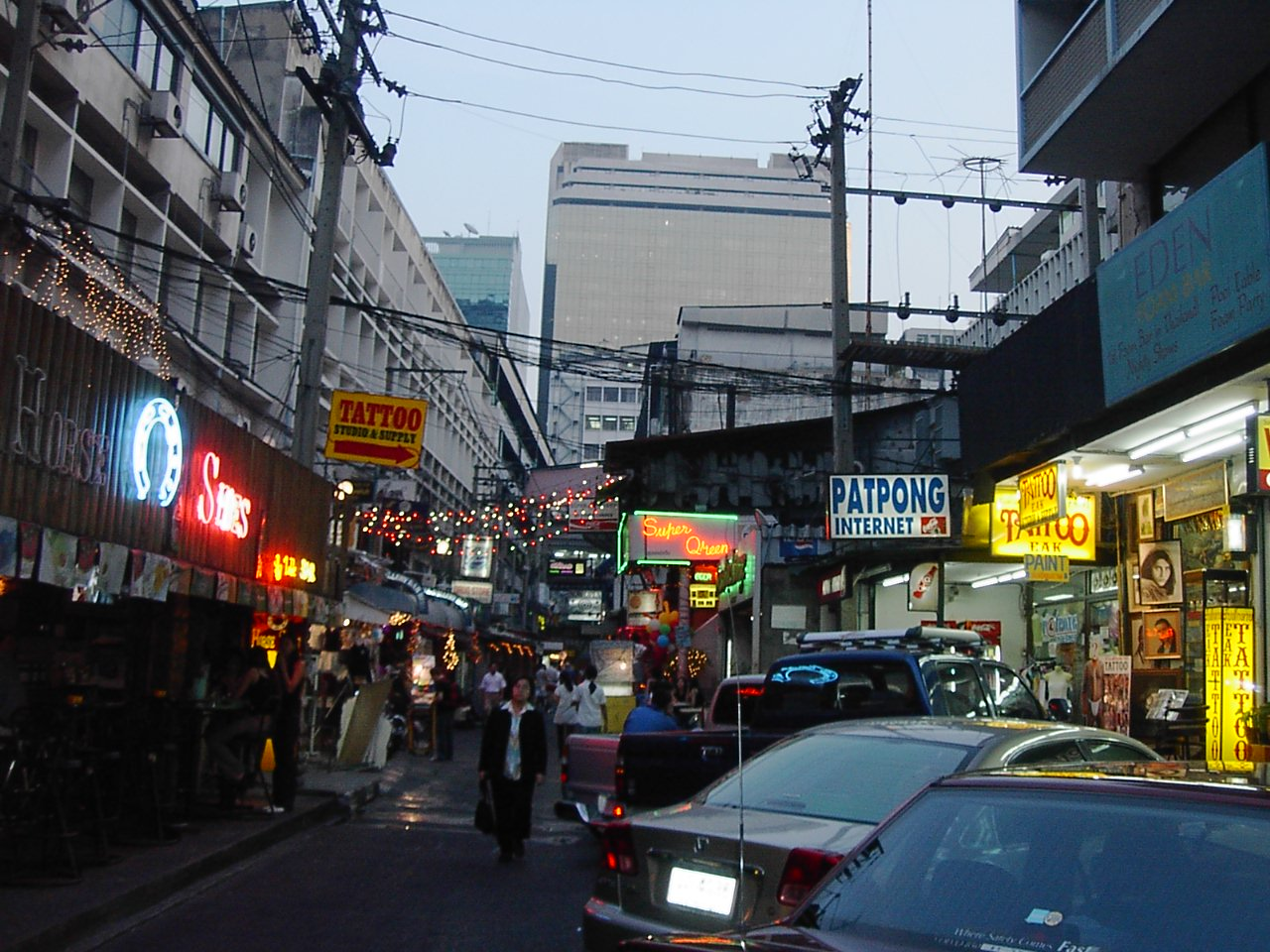
夕暮れ時のパッポン通り

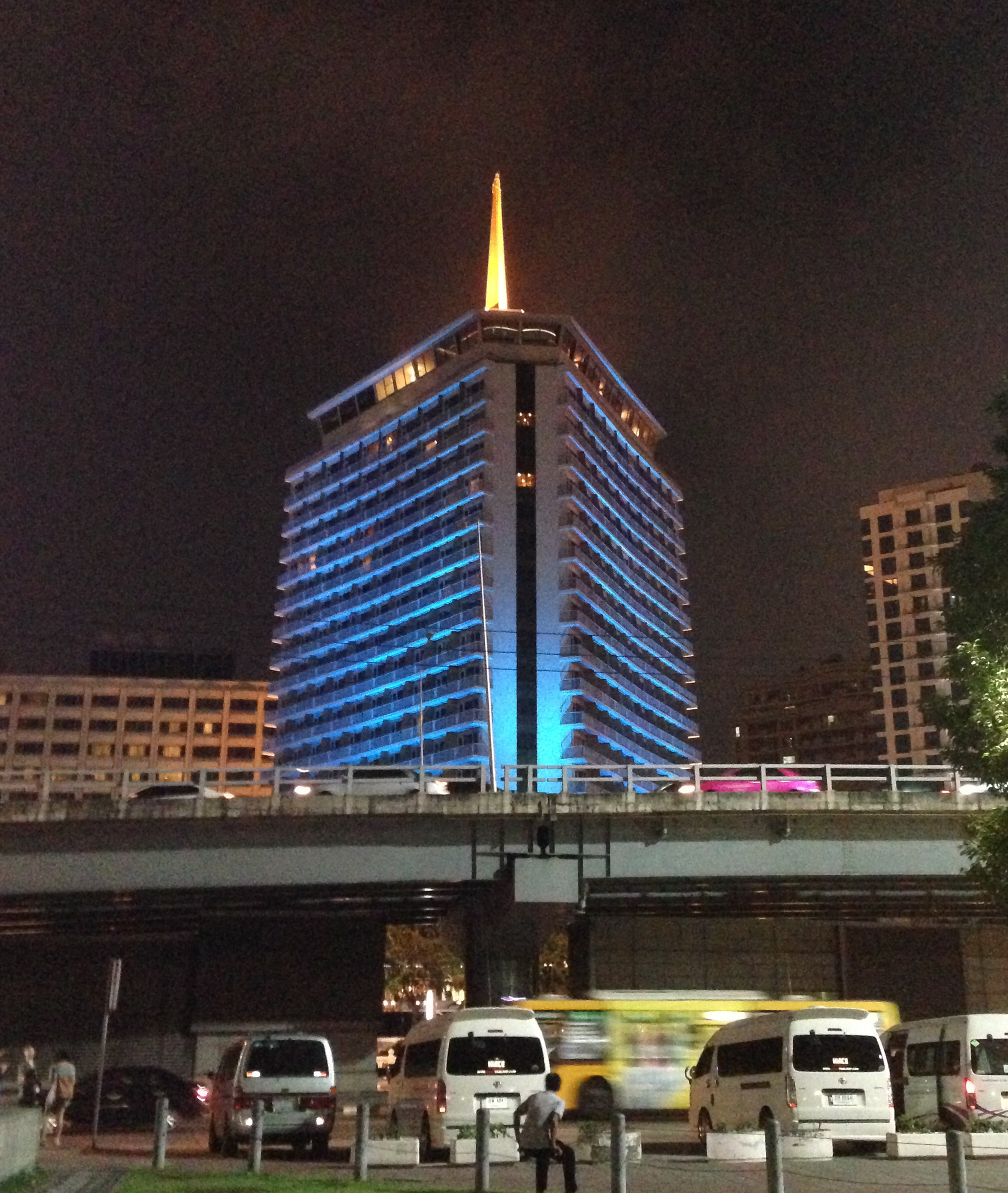
ホテル デュシタニ・バンコク

シーロム通り（シーロムどおり、タイ語: ถนน สีลม, 英語: Silom Road）とはタイ王国バンコクにある道路。ラーマ4世通りから南西に伸び、チャオプラヤ川手前のチャルンクルン通りまで続く。
シーロム通りとラーマ4世通りの交差点近くには、地下鉄のシーロム駅とバンコク・スカイトレインのサラデーン駅があり、乗り換えが出来る。
首都バンコクの中でも特に経済と観光の中心であり、最も密集した地域だと言われている。そのため、朝夕のラッシュアワーに限らず、道路の渋滞が深刻である。
シーロムの中心、サラデーン駅前には、日本人をはじめ、多くの外国人観光客で賑わうナイトスポットとして有名なパッポン通りがあり、ゴーゴーバーが多くある事で有名である。
また、夜になると歩道やソイにびっしりと露天が並ぶ。ここでは、フルーツジュース、コーヒーなどの飲み物をはじめ、伝統的なタイフード、民芸品、衣料品、装飾品、雑貨等あらゆるものが売られている。外国人の多く集まる所とあってか、価格はバンコクの他のマーケットやお店に比べて割高である。

## 接続する主な道路
- ラーマ4世通り
- チョンノンシー通り
- ラーチャダムリ通り
- チャルンクルン通り

## 接続する駅・路線
- シーロム駅（バンコク・メトロ）
- サーラーデーン駅（バンコク・スカイトレイン）

## 主なソイ
- ソイパッポン
- ソイタニヤ
- ソイサラデン
- ソイコンベント

## 主な建物
- バンコク銀行本店
- サイアム商業銀行
- シミコ証券
- ブンミットタワー
- シーロムコンプレックス
- セントラルデパートシーロム
- ロビンソンデパートシーロム
- CPタワー
- ヤダビル

### 主なホテル
- デュシタニ・バンコク
- クラウンプラザ・バンコク・ルンピニー・パーク